# Себронес-дель-Ріо
Себронес-дель-Ріо (ісп. Cebrones del Río) — муніципалітет в Іспанії, у складі автономної спільноти Кастилія-і-Леон, у провінції Леон. Населення — 560 осіб (2010).
Муніципалітет розташований на відстані близько 270 км на північний захід від Мадрида, 43 км на південний захід від Леона.
На території муніципалітету розташовані такі населені пункти: (дані про населення за 2010 рік)
- Себронес-дель-Ріо: 210 осіб
- Сан-Хуан-де-Торрес: 175 осіб
- Сан-Мартін-де-Торрес: 175 осіб

## Демографія
Динаміка населення (INE ):